# Thoris acuta
Thoris acuta är en skalbaggsart som beskrevs av J. Linsley Gressitt 1959. Thoris acuta ingår i släktet Thoris och familjen långhorningar. Inga underarter finns listade i Catalogue of Life.